# جین هاو
جین هاو (انگلیسی: Jane How؛ زادهٔ ۲۱ دسامبر ۱۹۵۰) بازیگر اهل بریتانیا است.
از فیلم‌ها یا مجموعه‌های تلویزیونی که وی در آن‌ها نقش داشته‌است، می‌توان به ایست‌اندرز، جنگ و یادبود، آدمکشان میدسامر، پوآرو، دکتر هو، یک زن خوب، دوشیزه پاتر، بهترین مرد و تلفات اشاره نمود.